# 徳島県戦没者記念館
徳島県戦没者記念館（とくしませんぼつしゃきねんかん）は徳島県徳島市雑賀町の徳島県護国神社境内にある平和資料館。
一般財団法人「徳島県遺族会」によって設立された。

## 沿革
- 平成26年10月5日：開館

## 利用案内
- 開館日時：（不明）
- 料金：無料